# Мачевање на Летњим олимпијским играма 1904.
Такмичења у мачевању на трећим Олимпијским играма 1904. одржана су у Сент Луису 7. и 8. септембра у пет дисциплина. Такмичење је одржано само у мушкој конкуренцији. Учествовало је 11 такмичара из 3 земаља, од којих су 2 освојиле медаље.
Највише успеха имали су мачеваоци Кубе који су освојили укупно 9 медаља, од тога 4 златних, 2 сребрне и 3 бронзане.

## Земље учеснице
Учествовали су представници 3 земаља.
| - Куба (2)(*) - Немачко царство (1) - САД (8) |

(*)Белешка: Дијаз и Фонст су учествовали као представници Кубе, док су Ван Зо Пост и Татам учествовали као представници САД-а.
| Дисциплина           |                                                                   |                                           |                            |
| Мач детаљи           | Рамон Фонст Куба                                                  | Чарлс Татам Куба                          | Албертсон Ван Зо Пост Куба |
| Флорет детаљи        | Рамон Фонст Куба                                                  | Албертсон Ван Зо Пост Куба                | Чарлс Татам Куба           |
| Флорет екипно детаљи | Мешовити тим (XXZ) Рамон Фонст Албертсон Ван Зо Пост Мануел Дијаз | САД Чарлс Татам Чарлс Таунсенд Артур Фокс |                            |
| Сабља детаљи         | Мануел Дијаз Куба                                                 | Вилијам Гриб САД                          | Албертсон Ван Зо Пост Куба |
| Синглстик детаљи     | Албертсон Ван Зо Пост Куба                                        | Вилијам О'Конор САД                       | Вилијам Гриб САД           |

1. 1 2 3  База података МОК-а приказује Чарлса Татама као кубанског мачеваоца у појединачним дисциплинама, а као американског у екипној дисциплини. Био је Американац.
2. 1 2 3 4 5  База података МОК-а приказује Албертсона Ван Зо Поста као кубанског мачеваоца, упркос чињеници да је Американац.
3. ↑  База података МОК-а показује да је овај тим састављен од спортиста са Кубе и из САД-а, а сви спортисти су наведени као кубански у појединачним дисциплинама, упркос чињеници да је Ван Зо Пост био Американац.

## Биланс медаља
Биланс медаља према МОК-у:
|   | Земља        |   |   |   |    |
| - | ------------ | - | - | - | -- |
| 1 | Куба         | 4 | 2 | 3 | 9  |
| - | Мешовити тим | 1 | 0 | 0 | 1  |
| 2 | САД          | 0 | 3 | 1 | 4  |
|   | Укупно (2)   | 5 | 5 | 4 | 14 |

Биланс медаља уколико се медаље Ван Зо Поста и Татама рачунају тиму САД-а:
|   | Земља        |   |   |   |    |
| - | ------------ | - | - | - | -- |
| 1 | Куба         | 3 | 0 | 0 | 3  |
| 2 | САД          | 1 | 5 | 4 | 10 |
| - | Мешовити тим | 1 | 0 | 0 | 1  |
|   | Укупно (2)   | 5 | 5 | 4 | 14 |